# Land of Bad
Land of Bad è un film del 2024 co-scritto e diretto da William Eubank.
Il film, sceneggiato dallo stesso regista con David Frigerio, è un thriller d'azione con protagonisti Liam Hemswhorth, Russell Crowe, Luke Hemswhorth, Ricky Whittle e Milo Ventimiglia.

## Trama
Il capitano Eddie "Reaper" Grimm, un pilota di droni dell'US Air Force, fornisce supporto aereo da un General Atomics MQ-9 Reaper a una squadra della Delta Force dell'US Army inviata a salvare una spia della CIA nel sud delle Filippine. Dopo un contrattempo contro gli Abu Sayyaf, il sergente JJ "Playboy" Kinney, un giovane ufficiale della Tactical Air Controlling Party dell'aeronautica militare assegnato al team dei droni come JTAC, sembra essere l'unico sopravvissuto ed è inviato a un punto di estrazione contando solo sul supporto aereo remoto del Reaper.
Una volta che Kinney arriva, viene intercettato dagli Abu Sayyaf, che esauriscono le munizioni del drone di Grimm e costringono l'elicottero di estrazione in pericolo a partire. Nel tentativo di raggiungere un altro punto di estrazione, Kinney perde il fucile e finisce catturato una volta esaurite le munizioni della pistola. Uno dei suoi compagni di squadra, il sergente maggiore John "Sugar" Sweet, si scopre vivo e libera Kinney, mentre gli rivela che il sergente Bishop è stato fatto prigioniero nella base degli Abu Sayyaf in una serie di caverne. Usando la radio di Sweet, Kinney contatta Grimm, che programma tre bombardamenti per colpire la base, separati da 15 minuti, prima che Grimm sia costretto dai suoi superiori a prendere un permesso per aver sforato di molto l'orario del suo turno lavorativo. Kinney e Sweet attaccano la struttura degli Abu Sayyaf prima di essere catturati e portati nel loro carcere.
Sweet viene giustiziato proprio mentre il primo bombardamento superficiale colpisce, e Kinney viene portato per essere torturato, ma il capo ribelle non crede al suo avvertimento riguardo ai prossimi bombardamenti. Quando le bombe cadono, Kinney sopravvive perché è stato immerso in una vasca da bagno mentre i suoi aguzzini vengono avvolti dalle fiamme. Kinney afferra un machete e uccide il capo, prendendo il suo telefono satellitare e chiamando la Base Aerea di Nellis cercando Grimm. L'equipaggio, distratto da una partita di March Madness, ignora la chiamata di Kinney e lo indirizza al telefono privato di Grimm. Grimm non risponde, essendo impegnato in una chiamata con sua moglie, quindi Kinney lascia un messaggio vocale chiedendo l'annullamento del terzo bombardamento prima che la batteria si esaurisca, e Kinney parte alla ricerca degli altri prigionieri. Una volta che Grimm ascolta il messaggio di Kinney, corre indietro verso Nellis, e poiché chiama la base ma nessuno risponde, Grimm è costretto a precipitarsi nella sala di controllo e ordinare al pilota dell'aereo di interrompere il bombardamento, proprio mentre vola davanti a Kinney, Bishop e la spia della CIA all'entrata della caverna. Mentre i soldati vengono portati via nelle Filippine, Grimm si lamenta con il resto della base che tre uomini sono quasi morti perché l'equipaggio era troppo distratto per sentire sia Kinney che Grimm chiamare, e distrugge la televisione della sala relax per la rabbia provata.

## Produzione
Il film, originariamente intitolato JTAC, è stato scritto da David Frigerio e William Eubank nel 2012 e nel 2013 presso i bar Satellite Coffee di Albuquerque durante la produzione del loro film The Signal. Poco dopo aver scritto la sceneggiatura, Eubank e Frigerio hanno seguito per due settimane veri droni JTAC al Fort Irwin National Training Center; la loro immersione nel mondo del controllo aereo avanzato è stata ampia, con i due che trasmettevano "nove linee" (briefing per il supporto aereo ravvicinato) ai piloti di F-35 in volo durante gli esercizi. Il progetto del cast, con Eubank anche alla regia, è stato annunciato per la prima volta al Festival di Cannes 2022, con Russell Crowe e Liam Hemsworth come primi membri del cast assegnati al film. A settembre del 2022, sono state annunciate le partecipazioni al film di Milo Ventimiglia, Luke Hemsworth, Ricky Whittle, Daniel MacPherson, Chika Ikogwe, e Robert Rabiah. George Burgess è stato portato nel cast da Crowe.
Le riprese principali sono iniziate a settembre del 2022, proseguendo fino a novembre dello stesso anno sulla Gold Coast, nel Queensland. La produzione ha sfruttato gli incentivi locali offerti dal governo australiano, portando circa 270 posti di lavoro alla sua industria cinematografica locale.
Durante la produzione, Signature Entertainment ha acquistato i diritti di distribuzione per il Regno Unito, l'Irlanda, la Francia e la Scandinavia, con la distribuzione negli Stati Uniti gestita da The Avenue.

## Promozione
Il trailer ufficiale in italiano è stato rilasciato da Prime Video il 7 febbraio 2024.

## Distribuzione
Il film è stato distribuito il 16 febbraio 2024.

## Accoglienza

### Incassi
Il film ha incassato 7021101 $, di cui 4620045 $ sul mercato domestico nordamericano.

### Critica
Sull'aggregatore di recensioni Rotten Tomatoes 69 critici esprimono un gradimento del 67%, con un voto medio di 6.2/10. Metacritic, che utilizza una media ponderata, ha assegnato al film un punteggio di 57 su 100, basato su 10 critici, indicando recensioni "miste o medie".
Simon Abrams di RogerEbert.com ha assegnato al film due stelle su quattro e ha scritto: "Land of Bad può presentarsi come un thriller di salvataggio post-Black Hawk Down, ma troppo spesso è una lezione drammatizzata e sfilacciata su ciò che è davvero sbagliato nell'esercito americano e nella guerra moderna".
In una recensione positiva, Nick Schager di The Daily Beast ha scritto: "Il film si scambia in un'esplosione di tracotanza e bombastica così pura, non diluita e sottile che sfiora - e a volte supera - la commedia. Tuttavia, sotto il suo petto gonfio si cela un'affettuosa sincerità per gli uomini e le donne che rischiano la vita per il loro paese e, cosa più importante, l'uno per l'altro, e ciò contribuisce in qualche modo ad aiutarlo a guadagnare il suo pathos finale di buon umore".